# Marianne Florman
Marianne Florman Christensen (Frederiksberg, 1 juni 1964) is een voormalig handbalster uit Denemarken, die 107 interlands (170 goals) speelde voor de Deense nationale vrouwenploeg.
Florman maakte haar debuut voor de nationale selectie op 13 februari 1990 in de vriendschappelijke wedstrijd tegen Zweden. Met haar vaderland won ze eenmaal de olympische titel (1996). Daarnaast werd Florman twee keer Europees kampioen (1994 en 1996).